# ドローンレース

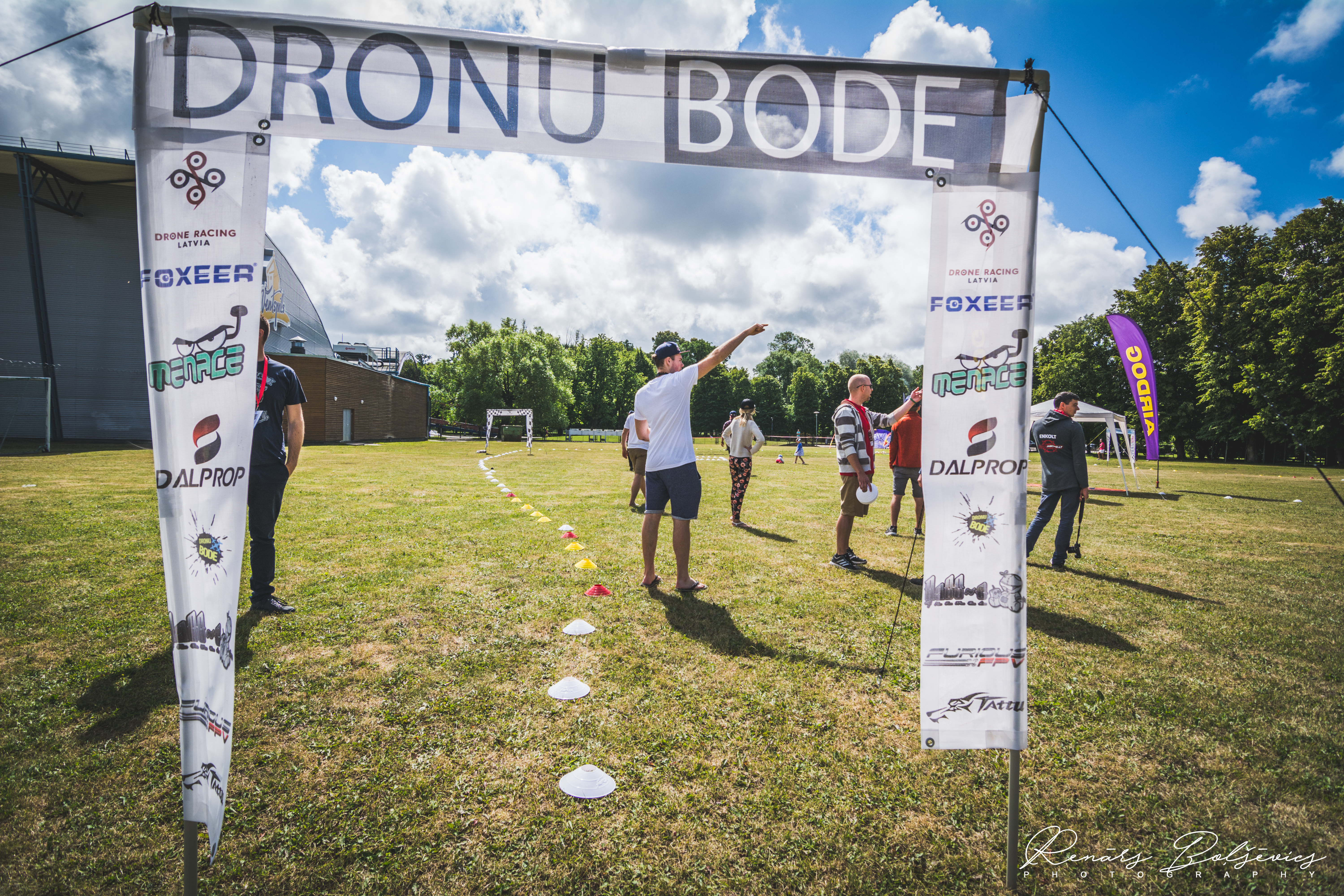
ドローンレースの様子

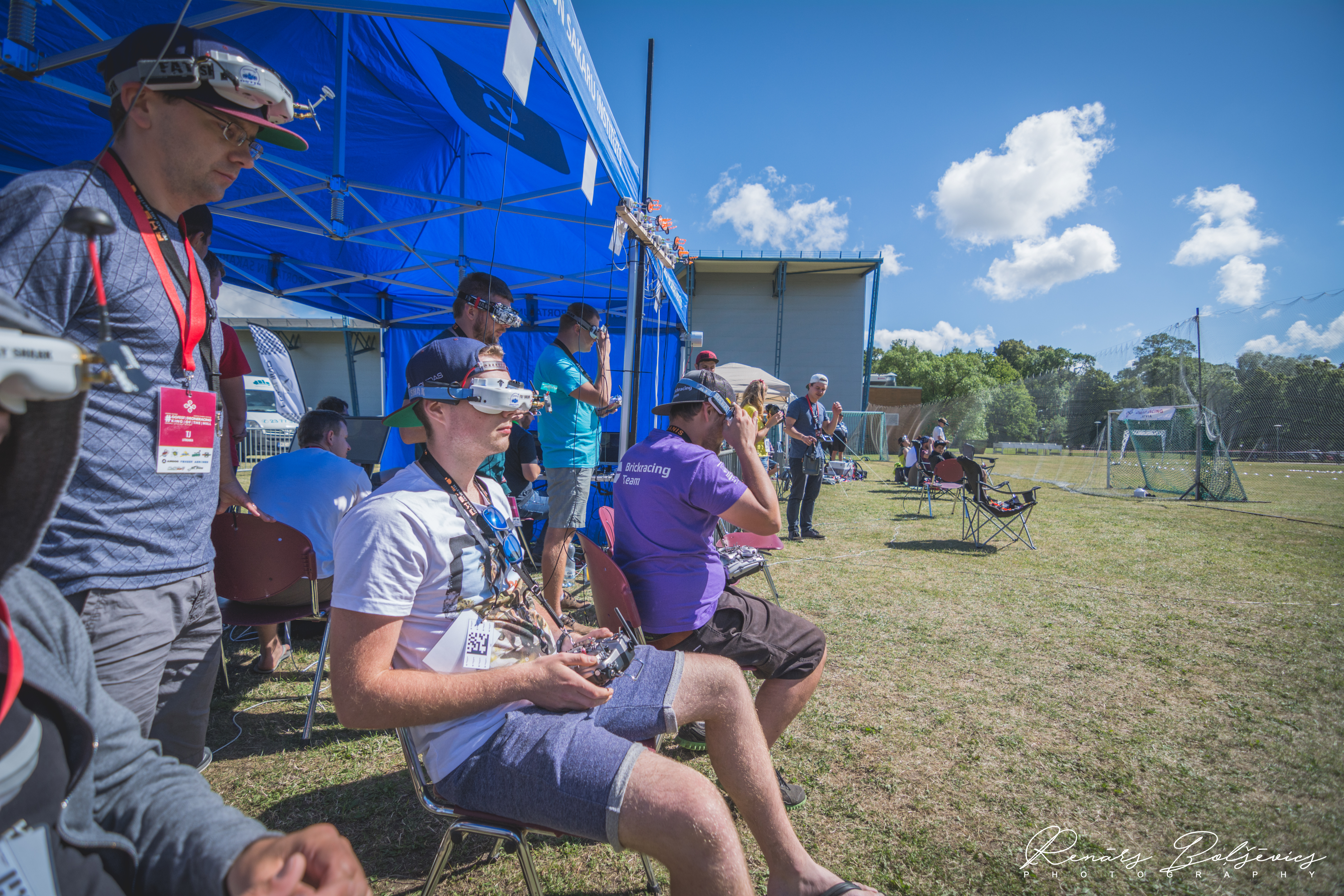
出場者達

ドローンレース（drone  racing）とは、無人航空機(マルチコプター)を用いて飛行技術や機体性能を競いあうエアレース。

## 概要
かつてのマルチコプターは浮上して何とか飛べるという状態だったが、2010年代以降、スマートフォンに搭載されるMEMSジャイロスコープや加速度センサの小型化、高性能化、リチウムポリマーバッテリーの大容量化の恩恵を受け、それらを搭載したマルチコプターの飛行性能は飛躍的に向上した。それに伴いドローンレースが世界各地で開催されるようになった。近年はテレビ番組で放送されるなど、盛り上がりつつある。

## 競技内容
指定された飛行ルートを最短時間で飛ぶタイムレースなど、操縦士の技量で優劣を付けるのが主流である。

## 競技規則
機体の仕様等、レースによってまちまちで早期の統一が望まれる。

## おもなドローンレース
- ドローンチャンピオンズリーグ（DCL） - 世界最大のドローンレースで各国で生中継される。
- ドローン インパクト チャレンジ

## ドローンレースを題材にしたゲーム
- ドローンファイト